# ANFO

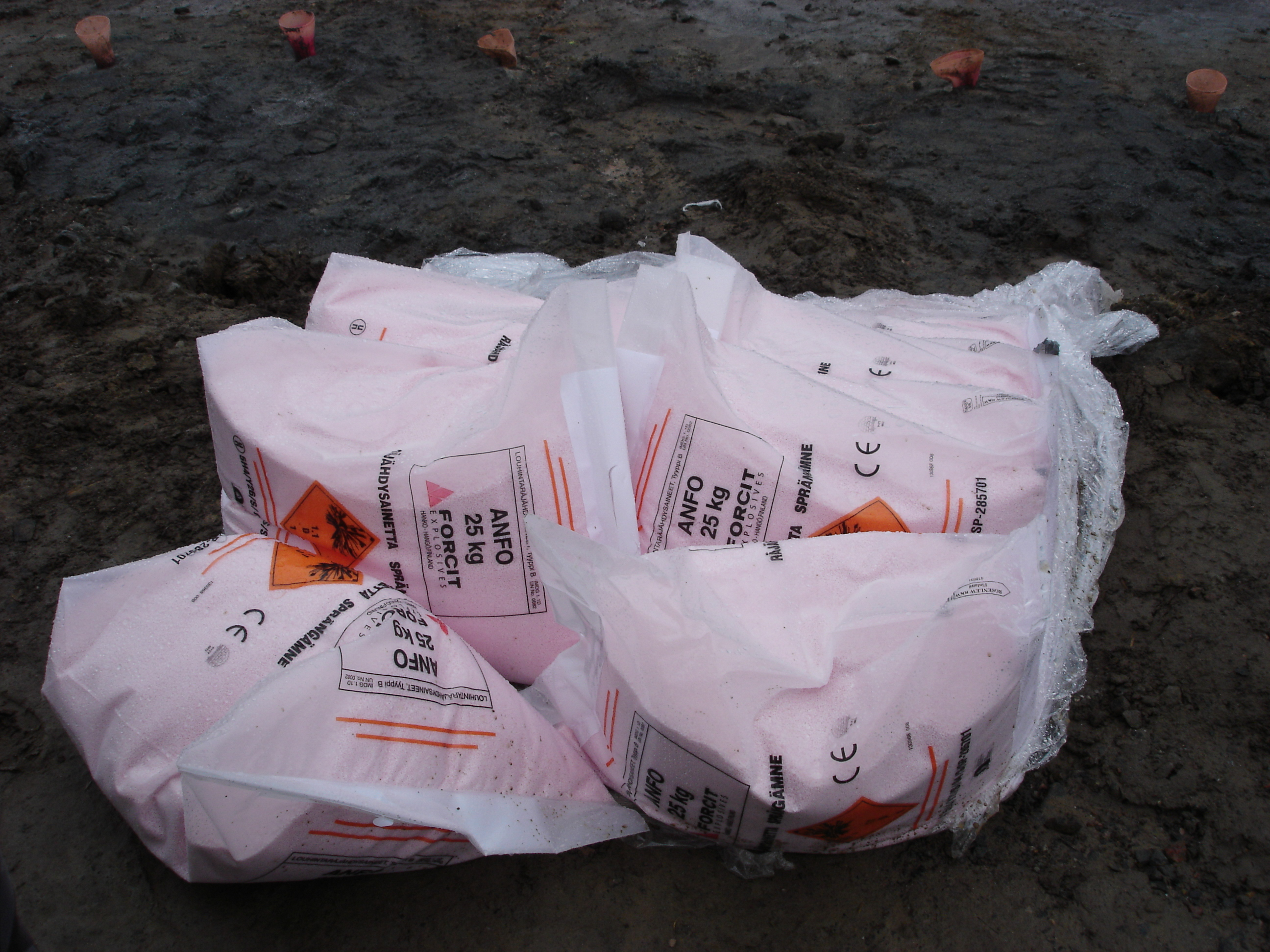
Sacos de 25 kilogramos conteniendo ANFO.

El ANFO (del inglés: Ammonium Nitrate - Fuel Oil) es un explosivo de alta potencia que consiste en una mezcla de nitrato de amonio y combustible derivado del petróleo. Estas mezclas son muy utilizadas, principalmente por las empresas mineras y de demolición.
Las cantidades de nitrato de amonio y combustible varían según la longitud de la cadena hidrocarbonada del combustible utilizado. Los porcentajes van del 90 % al 97 % de nitrato de amonio y del 3 % al 10 % de combustible, por ejemplo 95 % de nitrato de amonio y 5 % de queroseno.
Tiene como principal problema su gran facilidad para disolverse en agua dada su gran tendencia a la absorción (higroscopia). Cuando al ANFO se le añade polvo de aluminio, este se convierte en una variedad aún más potente llamada AIANFO. La explosión del ANFO es sin destello y la onda expansiva es muy poderosa en relación con la cantidad utilizada.
Se utiliza principalmente en las voladuras de suelos rocosos de tipo medio a blando, ya sea introduciendo en los barrenos el granulado mediante aire comprimido o en su otra forma de presentación que es encartuchado. Es necesario cebar fuertemente el barreno con un detonador y un cartucho de goma en el fondo para lograr óptimos resultados. Además, su uso está contraindicado en barrenos con presencia de agua, a no ser que se use encartuchado.
También suele mezclarse con otros explosivos como hidrogeles o emulsiones para formar, en función del porcentaje de ANFO, ANFO Pesado (aproximadamente un 70 % emulsión o hidrogel y 30 % ANFO).
El ANFO no ha estado exento de accidentes a pesar de su relativa seguridad de manipulación. El 6 de septiembre de 2010 en la Región de Antofagasta, comuna de Sierra Gorda, seis personas murieron despedazadas al manipularlo, de ellas al menos tres tenían amplia experiencia en su uso en voladuras.

## Empleo en el terrorismo
Ha sido utilizado ocasionalmente en atentados civiles. El primero fue en 1970 cuando unos estudiantes de la Universidad de Wisconsin-Madison aprendieron el manejo y manipulación gracias a un libro editado por Wisconsin Conservation Department titulado "Pothole Blasting for Wildlife". Coches bombas con ANFO fueron pronto adoptados por el IRA y ETA.[cita requerida]
En el distrito de Miraflores en Lima (Perú), el grupo terrorista Sendero Luminoso hizo estallar en 1992 dos coche-bomba con 400 kg de dinamita y ANFO en la calle Tarata, matando a 25 civiles y causando destrozos en 300 m a la redonda. Anders Breivik usó una tonelada de ANFO en los atentados de Noruega de 2011. Una variante más compleja del ANFO (con nitrato amónico nitrometano y combustible) llamada ANNM fue usada en 1995 en el atentado de Oklahoma.

## Uso industrial
En la industria minera, el término ANFO describe específicamente una mezcla de gránulos de nitrato de amonio sólido y combustible amoniaco. Existen otros explosivos basados en la química ANFO; las emulsiones son las más utilizadas. Difieren de ANFO en la forma física que toman los reactivos. Las propiedades más notables de las emulsiones son la resistencia al agua y una mayor densidad aparente.
Si bien, la densidad del nitrato de amonio cristalino puro es de 1700 kg/m³, la de los gránulos individuales de AN de grado explosivo es de aproximadamente 1300 kg/m³. Su densidad más baja se debe a la presencia de una pequeña bolsa de aire esférica dentro de cada pepita; esta es la principal diferencia entre la AN, comercializada para voladuras y la vendida para uso agrícola. Estos vacíos son necesarios para sensibilizar al ANFO; crean los llamados "puntos calientes". [9] El aluminio finamente pulverizado se puede agregar a ANFO para aumentar la sensibilidad y la energía; sin embargo, ha caído en desuso debido a su costo.
El ANFO tiene una densidad aparente de aproximadamente 840 kg/m³. En las aplicaciones de minería de superficie, usualmente se augura en pozos mediante camiones dedicados que mezclan los componentes AN y FO inmediatamente antes de dispensar el producto. En las aplicaciones de minería subterránea, el ANFO normalmente está cargado por golpes.
El AN es altamente higroscópico y absorbe fácilmente el agua del aire. En ambientes húmedos, el agua absorbida interfiere con su función explosiva.

## Elementos básicos
Los elementos que tienen los explosivos generan una especie de gases denominados elementos básicos, como el carbono, el hidrógeno, el oxígeno y el nitrógeno; con diversos tipo de elementos con funciones diversas y específicas para cada situación y caso.